# Companhia Los Puercos
A Cia. Los Puercos é uma companhia de teatro oriunda da cidade de São Paulo e tem como base espetáculos de temáticas sociais e provocativas. Fundada em 2015 por Luiz Campos, Nathalia Nigro e Giovanna Marcomini, teve como sua primeira peça, um solo clownesco chamado A descoberta, percorrendo não só a capital paulistana, mas diversas cidades e festivais do Brasil.

## Histórico
A companhia surgiu em 2015, com ex - alunos de uma escola de formação livre de teatro no bairro da Mooca de São Paulo, onde estimulados por seu professor na época, Luiz Campos, a criarem sua própria companhia.
Estimulados pela movimentação de teatro de grupo, e sem nenhuma ajuda financeira governamental ou privada, começam a imprimir sua identidade nos seus espetáculos, abordando temas que levam o seu público para reflexão social. O reconhecimento surgiu em 2017 quando encenaram A Oração de Fernando Arrabal, na Oficina Cultural Oswald de Andrade, quando o próprio autor cede os direitos autorais para companhia brasileira sem custo monetário algum, por entender que era uma companhia que além de estar no seu inicio de carreira, lutava por direitos sociais.  Além de Fernando Arrabal, colaboraram de forma gratuita o humorista Gregório Duvivier com uma de suas crônicas  e o ator Sérgio Mamberti emprestando sua voz, no final do espetáculo, como Jesus.
Em 2018 criam coletivamente o espetáculo Caecus - um documento cênico, que consiste em 04 cenas independentes que aborda os temas: luta anti-manicomial, ditadura civil-militar, homofobia e violência doméstica, tendo como pilares o teatro épico de Bertolt Brecht, além de conquistar diversos prêmios e indicações nos festivais em que passou com este espetáculo.
O espetáculo, O chão de dentro é minha terra, estreou gratuitamente em fevereiro de 2022, pelos teatros da Prefeitura de São Paulo. A peça traz à tona questões sobre o campesinato e a reforma agrária no país, além das procedências dos alimentos que chegam em nossas mesas e o trabalho desenvolvido pelo Movimento dos Trabalhadores Rurais Sem Terra.  
Em 2024, a companhia estrou o espetáculo Verme, de autoria de Luiz Campos e direção de Nathalia Nigro. A peça aborda vivências reais que o autor viveu nos 04 anos que serviu a Força Aérea Brasileira e 03 anos que trabalhou como policial militar do Estado de São Paulo. (Polícia Militar do Estado de São Paulo). O espetáculo foi contemplado pela 42ª ed. Lei de Fomento ao Teatro, pela Prefeitura da cidade de São Paulo.   

## Peças
- A Descoberta (2015)
- As mulheres do guarda-chuva perdidas numa noite suja (2015)
- A oração (2017)
- Caecus - um documento cênico (2018), de Josemir Medeiros e Cia. Los Puercos
- O chão de dentro é minha terra (2022)
- Verme (2024)

## Membros
- Eluane Fagundes
- Giovanna Marcomini
- Luiz Campos
- Nathalia Nigro
- Clarice Ambrozio